# Just Breed
Just Breed (яп. ジャストブリード дзясуто буридо) — японская тактическая ролевая игра для приставки Famicom, разработанная и выпущенная в 1992 году компанией Enix. Никогда не выходила за пределами Японии и не обладала большой популярностью в широких кругах, однако создавалась в течение довольно длительного периода и считается одной из самых крупных РПГ 8-битной эпохи.

## Игровой процесс
Just Breed наделена традиционными для японских тактических ролевых игр элементами и построена на пошаговой боевой системе, напоминая такие серии как Fire Emblem и Shining Force. Сражения происходят прямо на карте мира, персонажи игрока перемещаются по разделённому сеткой полю и противостоят армии противника, при этом ходы происходят по очереди: сначала игрок, а потом компьютер. Под контролем могут находиться до шести основных героев, у каждого в подчинении до пяти рядовых солдат, то есть максимальное возможное число юнитов — 36. Каждый персонаж относится к определённому классу, от которого зависят персональные характеристики, стиль ведения боя, способность экипировывать те или иные вещи и пр. Если, например, колдуны сражаются в основном с помощью магии, то бойцы используют оружие ближнего действия, а лучники атакуют с расстояния. Командиры подразделений хорошо владеют как магией, так и обычным оружием.
Находящиеся под контролем персонажи могут ходить в любой последовательности по усмотрению игрока, среди доступных команд: идти, атаковать, использовать магию, применить предмет из инвентаря, удерживать позицию. Цель каждой битвы — уничтожить всех врагов на карте, при этом на пути иногда попадаются логова монстров, из которых враги появляются бесконечно, пока герои не подойдут к ним на достаточное расстояние и не обезвредят. Как и в большинстве РПГ, за успешное участие в сражениях персонажи получают очки опыта, накопление которых приводит к повышению уровней и, соответственно, росту персональных характеристик. Помимо сражений важную часть геймплея составляет посещение населённых пунктов, где можно восстановить силы и здоровье персонажей, приобрести или продать экипировку, предметы и оружие. Также в городах герой может говорить с неигровыми персонажами, получая у них информацию о текущей ситуации в мире и узнавать прочие новости, кроме того, здесь происходят большинство сюжетных сцен.

## Сюжет
События игры разворачиваются в вымышленном фэнтезийном мире, где магия является обычным делом, и повсюду разгуливают враждебно настроенные монстры. Сюжет берёт начало в небольшом городке под названием Астхольм, который находится под защитой волшебного сапфира. Сапфир передаётся уже много веков из поколения в поколение от матери к дочери, и сейчас им обладает юная жрица по имени Фирис. Однажды вечером во время традиционного церемониального фестиваля появляются прихвостни злого лорда Изелькиля и похищают девушку, намереваясь собрать вместе всех жриц из разных поселений и, завладев их мистической силой, захватить весь мир.
Главным героем повествования выступает капитан охраны Астхольма, друг детства Фирис, сильно в неё влюблённый. Он немедленно отправляется на поиски возлюбленной и, ввязавшись в эпичное противостояние со злодеем, собирается заодно освободить других жриц и спасти мир от тирании. Сначала в распоряжении героя находятся лишь несколько его сослуживцев, но со временем к отряду присоединяются всё новые и новые персонажи, формируется настоящая армия.

## Разработка и релиз
Созданием концепции Just Breed занимался в основном программист Кадзуро Морита и его подшефная студия Random House. Дизайн персонажей и монстров выполнил художник Юдзо Такада, более известный как автор манги 3×3 Eyes, а мелодии для саундтрека сочинил композитор Кохэй Танака, позже прославившийся как автор музыки для аниме-сериала One Piece. При производстве игры использовалась микросхема MMC5, которая даёт картриджам дополнительную оперативную память, дополнительные звуковые каналы и позволяет применить лучшую графику. Общий вес Just Breed составил шесть мегабит, что делает её одной из самых объёмных игр для приставки Famicom.
Официальный анонс игры состоялся ещё в 1989 году, однако разработка по неизвестным причинам затянулась, и выпустили её в итоге только спустя три года, уже на заре 8-битной эпохи. В январе 1993 года компания Shogakukan опубликовала 144-страничное руководство, а в июне при участии издателя Futabasha в тираж поступила 57-страниная книга под названием The World of Just Breed, содержащая множество концептуальных рисунков, выполненных художником Юдзо Такадой. Также в октябре ими был выпущен роман с иллюстрациями на 255 страницах. Игра была весьма популярна, но поскольку в то время рынок уже начали завоёвывать консоли следующего поколения, Just Breed так никогда и не вышла за пределами Японии. Тем не менее, в 2004 году группа фанатов-энтузиастов всё-таки осуществила англоязычную локализацию на любительском уровне.